# عدن بحير (العدين)

تعديل مصدري - تعديل

عدن بحير محلة تابعة لقرية براحه العليا، التابعة لعزلة الجبلين بمديرية العدين إحدى مديريات محافظة إب في الجمهورية اليمنية.، بلغ تعداد سكانها 22 حسب تعداد اليمن لعام 2004.